# U21-Zehnkampf-Länderkampf der Männer 1990 BR Deutschland – Großbritannien – Schweiz
| 5. Leichtathletik-Länderkampf mit bundesdeutscher Beteiligung 1990          | 5. Leichtathletik-Länderkampf mit bundesdeutscher Beteiligung 1990 |
| --------------------------------------------------------------------------- | ------------------------------------------------------------------ |
|                                                                             |                                                                    |
| U21-Zehnkampfvergleich der Männer BR Deutschland – Großbritannien – Schweiz |                                                                    |
| Austragungsort                                                              | Stadthagen                                                         |
| Wettbewerbe                                                                 | 1                                                                  |
| Datum                                                                       | 23./24. Juni                                                       |
| 1. FRG 2. SUI 3. GBR                                                        | 21.864 Punkte 21.786 Punkte 21.287 Punkte                          |
| Chronik                                                                     |                                                                    |
| ← FRG-AUS-GDR-FRA- 00GBR-ITA-SWE-ESP 00(M/F/Jun/Jun-innen)                  | FRG-GBR-SUI00 7kampf U21 (F) →                                     |

Der fünfte Vergleich des Länderkampfjahres 1990 war wieder ein Länderkampf in gewohnter Wertungsform. Die bundesdeutschen U21-Zehnkämpfer trafen am 23./24. Juni auf Großbritannien und die Schweiz. Ausrichter war das niedersächsische Stadthagen. Der Länderkampf war in dieser Konstellation eine Premiere.
Auch die Siebenkämpferinnen dieser drei Länder veranstalteten parallel am selben Ort einen eigenen Länderkampf.

## Modus
Aus ieder Mannschaft kamen die drei besten Athleten durch Addition ihrer Punktzahlen in die Wertung. Wie viele Vertreter jedes Team stellen konnte, bleibt unklar, da in der Ergebnisübersicht des DLV-Jahrbuchs 1990/91 nur die Platzierungen der ersten Acht aufgeführt sind.

## Ergebnis
In der Einzelwertung rangierten die bundesdeutschen Nachwuchszehnkämpfer auf den Plätzen eins, vier und sieben und acht. Mit ihrer Gesamtpunktzahl aus der Addition der Punkte der drei bestplatzierten bundesdeutschen Athleten lag das Team mit 21.864 Punkten in der Länderkampfwertung vorn. Mit einem Rückstand von 78 Punkten folgte die Schweiz nicht weit dahinter auf dem zweiten Platz. Weitere 577 Punkte zurück wurde Großbritannien Dritter.

## Resultat

### Zehnkampf
| Platz | Name             | Nation | Punkte | 100 m   | Weit- sprung | Kugel- stoßen | Hoch- sprung | 400 m   | 110 m Hürden | Diskus- wurf | Stabhoch- sprung | Speer- wurf | 1500 m      |
| ----- | ---------------- | ------ | ------ | ------- | ------------ | ------------- | ------------ | ------- | ------------ | ------------ | ---------------- | ----------- | ----------- |
| 1     | Eric Kaiser      | FRG    | 7663   | 10,91 s | 7,60 m       | 12,23 m       | 1,95 m       | 49,72 s | 14,13 s      | 40,56 m      | 4,10 m           | 50,27 m     | 4:46,39 min |
| 2     | Duncan Mathieson | GBR    | 7535   | 11,06 s | 7,27 m       | 12,94 m       | 2,07 m       | 49,20 s | 15,03 s      | 36,548 m     | 4,10 m           | 55,90 m     | 4:42,65 min |
| 3     | Mirko Spada      | SUI    | 7420   | 11,56 s | 6,66 m       | 14,71 m       | 1,83 m       | 50,61 s | 14,34 s      | 42,62 m      | 4,30 m           | 5,788 m     | 4:40,54 min |
| 4     | Paul Meier       | FRG    | 7233   | 11,26 s | 6,91 m       | 12,25 m       | 2,07 m       | 50,47 s | 15,18 s      | 37,34 m      | 4,00 m           | 58,08 m     | 4:41,96 min |
| 5     | Ivan Brunner     | SUI    | 7190   | 11,14 s | 6,96 m       | 11,53 m       | 1,92 m       | 51,05 s | 15,17 s      | 35,16 m      | 4,20 m           | 52,24 m     | 4:23,27 min |
| 6     | Regis Viquerat   | SUI    | 7176   | 11,30 s | 6,63 m       | 12,69 m       | 1,89 m       | 51,26 s | 15,31 s      | 37,34 m      | 4,30 m           | 60,08 m     | 4:40,04 min |
| 7     | Peter Mühleis    | FRG    | 6968   | 11,15 s | 6,52 m       | 13,70 m       | 1,80 m       | 51,27 s | 16,23 s      | 37,64 m      | 3,80 m           | 62,94 m     | 4:40,48 min |
| 8     | André Pohl       | FRG    | 6950   | 11,17 s | 6,62 m       | 10,92 m       | 2,13 m       | 51,59 s | 15,55 s      | 33,80 m      | 3,90 m           | 55,28 m     | 4:51,16 min |